# Liver
Liver (liviska: līvlizt; estniska: liivlased; lettiska: līvi, lībieši) är ett östersjöfinskt folk, vars historiska bosättningsområde ligger i nuvarande Lettland. Liverna utgjorde en gång i tiden en betydande del av befolkningen i Baltikum, men idag är de endast en liten folkspillra. Livernas tillbakagång berodde bland annat på farsoter som härjade i Baltikum, och krig som fördes i området. Till slut fanns liver endast isolerade på Kurlands norra strand, som också kallades Liviska kusten. År 2010 bodde det i Lettland 180 personer som officiellt var registrerade som liver. Livernas språk liviska är extremt hotat och har trängts tillbaka av lettiskan. Språket talas som modersmål i dag (2018) endast av en person, Biruta Lepste, född 1932, bosatt i Ventspils. Hon är dotter till Līna Lepste som var dotter till Mārtiņš Lepste som var lärare av liviska språket ända till sin död 1958. 
Språket talades som modersmål 2010 även av då 100-årig kvinna som bodde i Kanada. 
Liver och deras efterkommande bor också utanför Lettland. Enligt en del källor skulle livernas traditionella bosättningsområde sträcka sig ända till södra Estland. Under världskrigen flydde många liver till Sverige, varifrån många fortsatte till framför allt Kanada och USA.
Livernas språk och kultur har dock de senaste 25 åren upplevt en allmän uppgång på grund av dess numera rättsliga ställning i staten Lettlands Republik och det stora intresset som riktats från letternas håll. Det estniska bandet Tuļļi Lum spelar autentisk livisk folkmusik och sjunger på liviska.

## Forskning
Henrik av Lettlands krönika från 1200-talet är ett av de viktigaste dokumenten om livernas historia. Efter det gick det 350 år innan det publicerades betydande litteratur om liverna. Thomas Hiärne (1638–1678) behandlade Kurlands och Livlands liver i sin egen krönika över Livland. Tjugo år efter Hiärnes död utkom P. Einhorns Historia Lettica och A. L. Schlözers studier av liverna. August Wilhelm Hupel (1737–1819) berättade i sina verk om liverna och deras språk och betonade folkets och språkets samhörighet med övriga östersjöfinska folk och språk. Heinrich von Jannau (1753–1821) undersökte den liviska dialekten i området Salats och dess kopplingar till estniskan, och höll liviskan som en föregångare till estniskan, vilket senare visades vara felaktigt. Anders Johan Sjögren företog upptäcktsresor i Lettland under åren 1846 och 1852 och undersökte liviskans östra och västra dialekter och dess talare. Efter att Sjögren dött fortsatte Ferdinand Johan Wiedemann hans arbete utifrån det material Sjögren samlat. Wiedemann publicerade år 1861 det stora verket Joh. Andreas Sjögren's Livische Grammatik nebst Sprachproben, som gjorde liviska känt som ett av de östersjöfinska språken. Efter Wiedemann studerades liverna av Eemil Nestor Setälä, som samlade liviska berättelser, ordspråk och folksånger.
Bland 1900-talets forskare kan nämnas Lauri Kettunen och Oskar Loorits, som utgav många verk om liverna och deras kultur. Förutom forskning hade de även som mål att höja livernas nationalitetskänsla och stödde lokala folkliga företag. På grund av den uppgående nationalitetstanken började även liverna själva bedriva forskning, såsom Petõr Damberg som studerade liviskan. Under andra världskriget avstannade forskningen, men efter kriget återupptogs den vid Tartu universitet. Under sovjettiden krävdes det specialtillstånd för att besöka den liviska kusten och det gavs enklare till forskarna från universitetet. Under denna tid utmärkte sig Paul Ariste och Eduard Vääri speciellt för sina forskningar. Vääri, som dog år 2005, har ansetts vara en av de mest betydande experterna på liviska och liviskheten..

## Historia

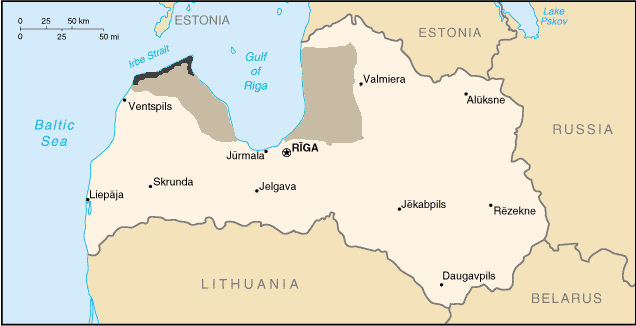
Livernas historiska bosättningsområden, liviska kusten i svart.

Livernas förfäder tros ha kommit till sina bosättningsområden längs med floden Daugava. Under järnåldern och medeltiden bosatte liverna ett utbrett område i nuvarande Lettlands centrala och norra delar kring floderna Daugava och Gaujas utlopp och vid området kring Vidzeme. Även den östersjöfinska befolkning som bodde på Kurlands norra del har i efterhand kopplats till liverna, även om man inte gjorde det på medeltiden. Kurlands liver kallades kurer, vilket också är namnet på en baltisk folkgrupp; benämningen användes allmänt för alla invånare i Kurland. Livernas betydelse speglas av det faktum att hela Livland namngavs efter dem på medeltiden.

### Stenåldern
Människor har enligt dagens kunskap rört sig i Baltikum redan för 13 000 år sedan. Enligt en omstridd teori baserad på DNA-forskning rörde sig uraliskspråkiga folkgrupper i området redan för 10 000 år sedan. En del forskare anser att uraliska (finsk-ugriska) språk talades vid Östersjön tidigast under bronsåldern. Områdets första invånare hörde till den så kallade hjortjägarkulturen. De jagade hjort och flyttade norrut och söderut i takt med hjortarnas migrationer. Hjorten försvann från det baltiska området omkring 7500 f.Kr. I området har hittats för neolitikum typisk keramik från perioden 4000–1500 f.Kr. Under perioden 2000–1500 f.Kr. spreds stridsyxekulturen i området, en del av den snörkeramiska kulturen. Den fick sitt namn av de hammarformade yxor som hittats i gravar. På Kurland har två kulturer kunnat skönjas, en snörkeramisk i söder som har ansetts vara indoeuropeisk och en kamkeramisk i norr som ofta ansetts vara finsk-ugrisk.

### Bronsåldern
Kring år 1500 f.Kr. anlände det till regionen bruksföremål och smycken av brons. Daugava skilde två kulturella grupper från varandra. På den södra sidan av floden är fynden mera rikliga, eftersom man där kunde byta till sig brons mot bärnsten, som var tillgänglig vid kusten. Kring åren 1000–600 f.Kr. uppkom en ny kultur norr om Daugava, enligt en teori till följd av en finsk-ugrisk inflyttningsvåg. De livländska folkens utbredning under den här tidsperioden är svår att bedöma, men undersökning av begravningsplatser ger en viss klarhet. I södra Estland och norr om Daugava begravdes folk i en nord-sydlig riktning, medan begravningarna skedde i en öst-västlig riktning söder om floden. Under bronsåldern blev också likbål vanligt, medan begravningar i marken länge förblev vanliga i inlandet.

### Järnåldern
Järnåldern började i området omkring 600–500 f.Kr. De första omnämnandet om fenni- och levonifolk dyker upp under 100-talet i Tacitus och Klaudios Ptolemaios verk. De syftade dock knappast på dagens finska och livländska folk. Under 500–600-talen började slaver tränga sig in på dåvarande östbaltiska områden och balterna började förflytta sig norrut: kurerna mot norra Kurland, selonerna mot dagens Selonien och lettgallerna mera mot dagens Lettgallen. Under åren 500 f.Kr.–700 e.Kr. brukades i området stenbegravningsplatser och kremering. Daugava var en viktig handelsled, utmed vilken många bysantinska och tyska penningfynd gjorts. Vikingar reste till Baltikum och beskattade dess invånare under 700–1000-talen. Deras position blev aldrig permanent etablerad då de endast höll sig med tillfälliga baser.

### Medeltiden
Livernas antal anses ha varit jämförbart med letternas före kristnandets inledning i slutet av 1100-talet. I norra Lettland, runt Rigabukten fanns deras hemland och än idag kan man hitta liviska fornlämningar, varav 34 stycken fornborgar. Under 1000-talet blomstrade deras kultur, men när det tyska missionsarbetet inleddes i regionen gick den mot sin undergång. Första tiden var fredlig och handeln skedde vid floden Dünas mynning. Där Riga ligger idag byggdes en kyrka ochen borg för de kristna missionärernas räkning.
Kristendomens införande gick inte tillräckligt fort så korsriddare anlände till livernas land. I den första militära drabbningen dog den nyutnämnda biskopen och i hans ställe skickades Albert Buxhoevden 1199, som med påvens bistånd startade ett korståg mot alla icke-kristna i regionen. Alla medel var tillåtna och med grundandet av en orden med namnet Bröderna av Kristi ridderskap, även kallad Svärdsriddarorden, segrade dessa efter åtta års blodiga strider och tvångsdöpte hedningarna. Liver tvingades bli hjälptrupper åt korstågsriddarna, men dessa liknade så mycket i tal och utstyrsel de ester som därefter kristnades, att tyska riddare en gång av misstag slog ihjäl dem istället.
De svaga samhällsbildningarna bland liverna och esterna gjorde att de starka ordensmakterna, vid sidan av skandinaviska korståg,  kunde krossa dem till intet. Balterna gjorde ett flertal resningar, men de slogs förr eller senare ned. Det enda som återstår av livernas land är namnet Livland.